# ستيفن سونغ
ستيفن سونغ (بالإنجليزية: Steven Song)‏ هو مهندس معماري أمريكي، ولد في 1981.